# Avfuktare

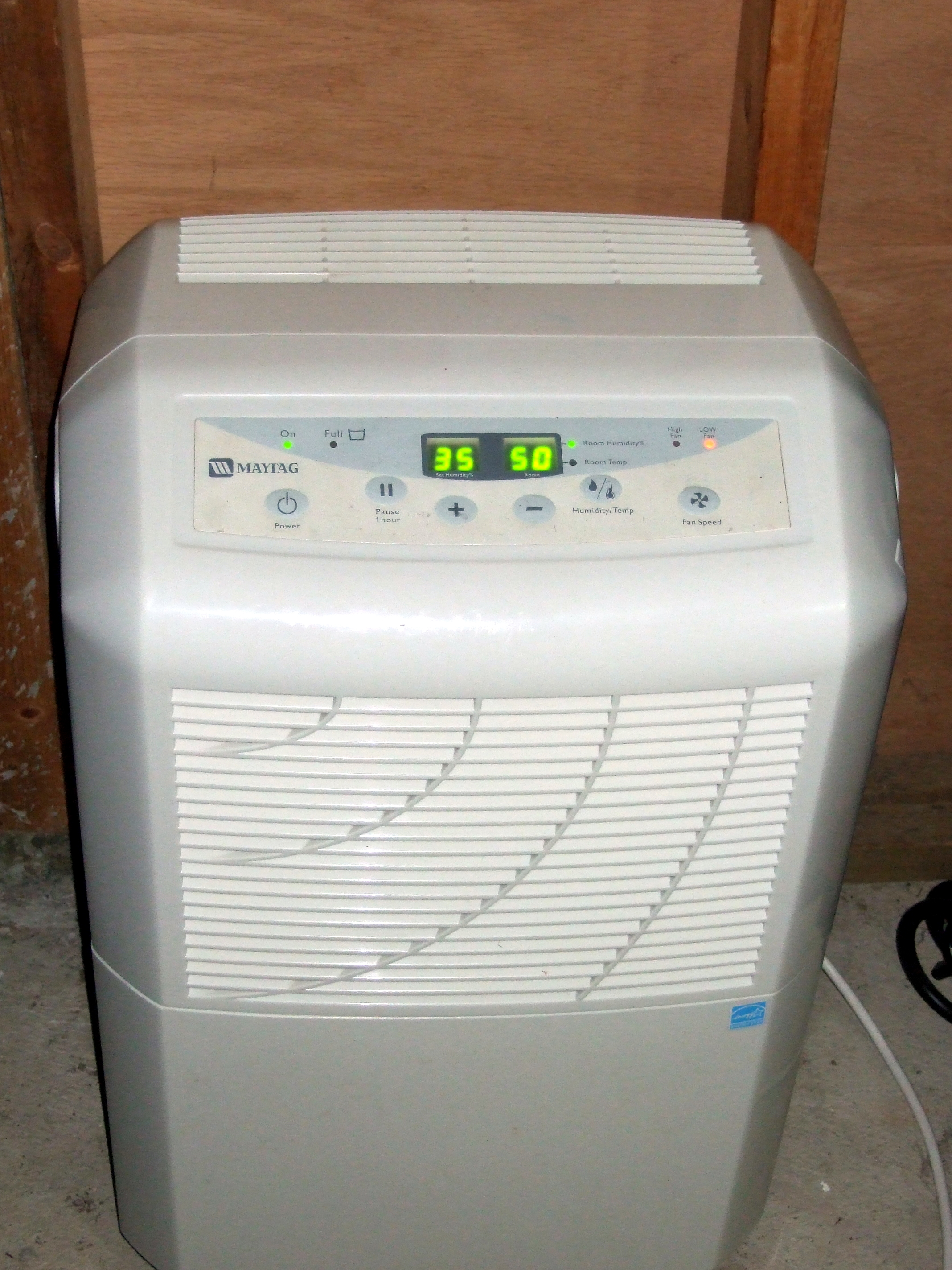
En bärbar avfuktare.

Avfuktare är en anordning för att minska den relativa luftfuktigheten. Det finns olika typer:

## Tekniker
- kondensationsavfuktaren som arbetar med ett kylrör eller -element som luften passerar varvid fukten i luften delvis kondenserar på elementets yta. Därifrån kan det rinna undan. De tekniska lösningarna är snarlika de principer som ligger bakom ett kylskåp.
- sorptionsavfuktaren som arbetar med en fuktabsorbent som först torkas med varmluft och som sedan torkar luften som förs genom absorbenten. Absorbenten roterar långsamt likt en LP-skiva och man blåser fuktig luft genom en sektion av absorbenten. I en annan del av absorbenten blåser man uppvärmd luft som torkar ut materialet. Den upptagna vattenångan förs ut ur utrymmet som våtluft.
- varmkondensering som är en teknik där man i ett första steg fångar fukten i en absorbent som därefter torkas ut i en sluten kondenseringsprocess. Ut levereras vatten samt varm torr luft. Fördelen med detta är möjligheten att avfukta kall luft lika effektivt som varm luft, samt möjligheten att kunna kondensera fukt vid låga temperaturer. All tillförd energi behålls i rummet vilket gör processen energieffektiv.

I uppvärmda utrymmen används vanligtvis kondensavfuktning. I kalla utrymmen används vanligtvis hygrodynamiska avfuktare, termiska avfuktare, sorptionsavfuktare, varmkondensering eller uppvärmningssystem, främst för att kondensavfuktare inte fungerar i lägre temperaturer (mindre än 5 °C). Detta gäller dock inte varmkondenserare som är lika effektiva i kall luft. I till exempel krypgrunder och vindar förekommer särskilt termiska avfuktare och sorptionsavfuktare dominerat, medan kondensavfuktare är vanliga i till exempel pool- eller torkrum.

## Avrinningsvatten
Det vatten som avges av en kondensationsavfuktare kan man antingen låta rinna undan via slang till ett avlopp, eller samla upp i en tömbar tank som avfuktaren oftast är utrustad med. Då tanken är full stänger maskinen av sig med hjälp av en flottör. Även om vattnet är relativt rent, så får det inte användas som dryck eller i matlagning eftersom det ofta innehåller metaller från maskinens delar eller ansamlade hälsovådliga ämnen som bakterier eller svampsporer från den fuktiga luften. 

## Alternativ till avfuktare
Uppvärmning tillsammans med ventilation fungerar ofta bra och det finns flera varianter. Principen är att varm luft kan innehålla mer vatten är kall luft, det vill säga den relativa luftfuktigheten i varm luft blir lägre trots samma mängd vatten i luften. I sin allra enklaste form används elektrisk värme för att värma utrymmet, men då det krävs mycket energi för att hålla fuktnivåerna på säkra nivåer används i vissa fall styralgoritmer som periodvis tillåter högre fuktighet för att spara energi.
Salter används oavsett temperatur, men främst i mindre utrymmen som båtar eller husvagnar. Salterna måste bytas när de mättats med vatten, eller i vissa fall torkas genom att hettas upp.